# Os clitoridien
L'os clitoridien, aussi appelé os clitoris, os clitoridis ou baubellum, est un os génital présent chez certaines femelles de mammifères, tous les individus d'une espèce donnée ne le possédant pas. Il est l'équivalent du baculum (« os pénien »). Sa fonction n'est pas connue.

## Histoire
L'os clitoridien est décrit dès 1666 par Claude Perrault chez la loutre (« Le clitoris était composé de membranes et de ligaments, qui enfermaient un os long de deux lignes. ») et chez la lionne (« Le gland du clitoris était osseux, ainsi que nous l'avons trouvé dans une loutre. »)
Le terme d'os clitoridis est utilisé en 1819 par Friedrich Sigismund Leuckart chez le singe capucin.
Il a été nommé baubellum par Guy Chester Shortridge en 1934 mais il s'agit sans doute d'un euphémisme de bienséance, bien moins commun en tout cas que le baculum mâle. Les termes latins os clitoris ou os clitoridis sont le plus souvent rencontrés dans les publications scientifiques.

## Répartition
L'os clitoridien a été décrit chez des espèces appartenant aux ordres des chiroptères, primates, rongeurs et carnivores. Comme pour le baculum, cette large répartition au sein des mammifères suggère un caractère primitif qui a été perdu chez certaines branches phylogénétiques.
Selon les espèces, la présence de l'os clitoridien est variable. Layne ne l'a observé par exemple que dans 30 % des  écureuils roux d'Amérique du Nord examinés (genre Tamiasciurus).
Sa présence est encore plus rare chez la chienne : 3 % (6 sur 200) sur un échantillon radiologique de cockers américains et 2 % (4 sur 200) de braque allemand à poil court.

## Description
Les formes sont très variables d'une espèce à l'autre. La taille est souvent très petite :
- 2 x 6 mm chez Aplodontia rufa[7].
- 2 x 0,4 x 0,2 mm chez une lionne adulte[8].
- 0,5 x 0,05 x 0,01 mm chez une chatte adulte de 3 ans[8].
- 10 à 30 mm chez une femelle morse[9]. À noter que le mâle de cette espèce possède le plus long os pénien avec une taille de 63 cm.
- 9,3 mm chez le blaireau d'Amérique (Taxidea taxus)[10].

## Développement
L'os clitoridien est souvent présent ou important pendant la phase embryonnaire ou immature, pour ensuite décroître avec l'âge. Chez le morse par exemple, la taille de l'os a tendance à diminuer avec l'âge.

## Fonction
Aucune utilité de ce petit os n'a été mise en évidence. Pour certains, la répartition selon les espèces serait la même que celle de l'os pénien. L'os clitoridien serait un équivalent sans fonction de l'os pénien, persistant ou disparaissant lors de la différenciation sexuelle, sous influence hormonale : en traitant des rates par de la testostérone, il a été observé une persistance ou un accroissement de la taille de l'os.

## Clitoris ossifié chez une femme
Le médecin danois du XVIIe siècle Thomas Bartholin rapporte l'histoire (authentique ?) d'une courtisane vénitienne dont le clitoris devint osseux et blessait ainsi ses clients.